# Joaquín Araujo Ruano

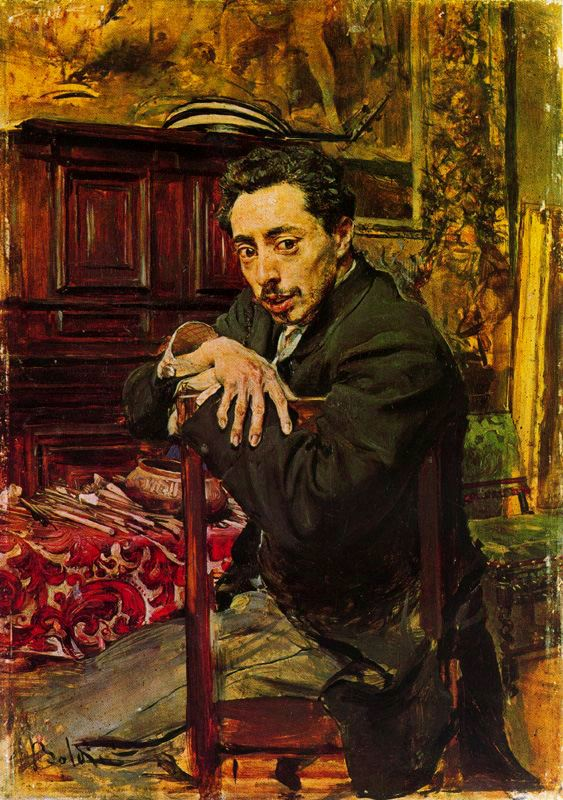
Giovanni Boldini: Retrato del pintor Joaquín Araujo Ruano, 29 x 20 cm, Pistoia, Collezione Boldini.

Joaquín Araujo Ruano (Ciudad Real, 25 de septiembre de 1850-Madrid, 15 de marzo de 1894) fue un pintor, grabador e ilustrador español.

## Biografía
Nació en Ciudad Real en 1851 y recibió el bautismo en la iglesia de Santiago. Era hijo de Tomás Araujo Costa, natural de Trubia, y de Marcelina Sánchez-Ruano y Sánchez-Pacheco, natural de Miranda del Castañar, pero en su nombre de profesión suprimió la primera parte. Estudió en la Escuela Superior de Pintura y Escultura de Madrid, donde fue discípulo de Ignacio Suárez Llanos. En 1872 marchó a París, donde fue discípulo de Léon Bonnat. Luego fue a la Escuela Española de Pintura o Academia de España en Roma. Amistó con Giovanni Boldini y con James Whistler y, como este último, destacó en la técnica del grabado en aguafuerte.
Fue colaborador de la revista inglesa The Graphic y de varias publicaciones españolas, como Blanco y Negro, Los Lunes de El Imparcial o La Ilustración Española y Americana, en particular de las taurinas. Cultivó el costumbrismo. Se conservan un magnífico retrato que le hizo Boldini y otro que le pintó, ya en su lecho de muerte, su discípulo Manuel Poy Dalmau, conservado en el Museo del Prado. Entre sus aguafuertes cabe destacar la serie que dedicó a La Divina comedia de Dante Alighieri, o el titulado ¿Quién le pide la cuenta?. Presentó a exposición en Madrid en 1891 cuatro cuadros, uno de ellos Ría de Vigo.

## Obras
- Aduaneros carlistas, óleo sobre tabla, 54 x 75 cm, firmado, 1881
- ¡Dónde iremos!, óleo sobre lienzo, 67 x 99 cm, firmado, 1884 (en dep. en el Museo Municipal de Málaga)
- En marcha, bosnios, óleo sobre lienzo, 58 x 90 cm, 1884 (en dep. en el Museo Municipal de Málaga)
- Orillas de playas con barcas y pescadores, acuarela y lápiz sobre papel, 225 x 320 mm, firmado, 1888
- Calle con aldeanas sentadas junto a un soportal, lápiz sobre papel, 230 x 320 mm, firmado, 1887
- Paisaje, pluma sobre papel, 140 x 305 mm
- Estudio de aldeanas, pluma sobre papel, 335 x 230 mm, 1881
- Labradores con carretas de bueyes, lápiz sobre papel, 230 x 320 mm, 1887
- Esbozo de aldeanos salmantinos, lápiz sobre papel, 165 x 250 mm, 1893 [D4841]
- Estudio de hombre agachado mirando en un arcón, lápiz sobre papel, 230 x 300 mm
- Estudios para «El Infierno» (Divina comedia), pluma sobre papel, 205 x 325 mm
- Campesinos en un patio, lápiz sobre papel, 230 x 325 mm, 1887
- Pescaderas en Vigo, lápiz sobre papel, 225 x 320 mm, firmado, 1887
- Calle con farol y vendedores, pluma sobre papel marrón claro, 250 x 230 mm
- Cinco tipos populares conversando, pluma sobre papel, 175 x 215 mm
- Romeros gallegos en el campo, lápiz sobre papel, 278 x 320 mm, firmado, 1887
- Paisaje nevado, lápiz sobre papel ocre, 85 x 235 mm
- Estudio de media figura de mujer anciana, lápiz sobre papel amarillento, 305 x 230 mm
- Estudio de cinco muchachos, pluma sobre papel, 230 x 340 mm
- Feria de ganado, pluma sobre papel, 195 x 265 mm
- Recolectoras de algas, lápiz y pluma sobre papel amarillento, 215 x 315 mm
- Circo en el pueblo, aguada y pluma sobre papel, 165 x 320 mm
- Paisaje, aguada y pluma sobre papel, 170 x 310 mm
- Barcas pescando en una ría, lápiz sobre papel, 220 x 230 mm, firmado, 1889
- Romería, lápiz sobre papel, 230 x 320 mm, firmado, 1887
- Estudio para «El Infierno», aguada y pluma sobre papel, 215 x 260 mm
- Estudio de modelo en escorzo, pluma sobre papel amarillento, 180 x 110 mm, firmado, 1886
- Abulenses de romería, lápiz sobre papel, 225 x 320 mm, 1881
- Carreta de mulas en la carretera, lápiz sobre papel, 220 x 140 mm, firmado, 1887
- Campesinos tomando el sol, lápiz sobre papel ocre, 160 x 260 mm
- Campesina sobre un burro, lápiz sobre papel ocre, 160 x 260 mm
- Mula y asno abrevando, lápiz sobre papel amarillento, 230 x 260 mm, firmado, 1873
- Barcas de pesca cerca de la costa, lápiz sobre papel amarillento, 315 x 220 mm, firmado, 1887
- Figura femenina sobre un burro, acuarela y lápiz sobre papel amarillento, 300 x 230 mm, 1875
- Paseo de los soldados, pluma sobre papel marrón claro, 150 x 235 mm, 1876
- Coche de caballos ante una puerta, lápiz sobre papel ocre, 95 x 170 mm
- Entierro de Alfonso XII, lápiz sobre papel, 225 x 325 mm, 1885
- Grupo de ovejas, aguada y pluma sobre papel amarillento, 190 x 320 mm, 1879
- Cuatro estudios del natural, lápiz sobre papel amarillento, 300 x 220 mm, 1870
- Merienda en el campo, pluma sobre papel marrón claro, 150 x 235 mm, 1876
- Dos hombres hablando, pluma sobre papel, 315 x 230 mm, 1883
- Apuntes de desnudo femenino, pluma sobre papel amarillento, 278 x 118 mm
- Estudio para «El Infierno», pluma sobre papel, 130 x 250 mm, firmado
- Estudio para «El Infierno», acuarela y pluma sobre papel, 230 x 315 mm, firmado
- Señora con guitarra, pluma sobre papel, 295 x 225 mm
- Estudios para «El Infierno», pluma sobre papel, 225 x 335 mm
- Estudios de miembros para «El Infierno», pluma sobre papel, 215 x 317 mm
- Estudio para el cuadro «El Infierno», pluma sobre papel amarillento, 225 x 320 mm, firmado, 1886
- La loca, pluma sobre papel, 185 x 245 mm, 1876
- Diego de Acedo, el primo, aguafuerte sobre papel, 464 x 355 mm
- El bobo de Coria, aguafuerte sobre papel, 460 x 355 mm
- Sir Endymion Porter y Van Dyck, aguafuerte sobre papel, 510 x 582 mm
- Cantaor flamenco, aguafuerte sobre papel, 312 x 202 mm, firmado, 1884
- Cantaor flamenco, aguafuerte sobre papel, 312 x 202 mm, firmado, 1884
- Síndico joven, aguafuerte sobre papel, 320 x 222 mm, firmado
- Síndico viejo, aguafuerte sobre papel, 322 x 220 mm, firmado, 1887
- Síndico viejo, aguafuerte sobre papel, 320 x 222 mm, firmado, 1887
- Síndico joven, aguafuerte sobre papel, 320 x 222 mm, firmado, 1887.